# 서울대도초등학교
서울대도초등학교는 대한민국 서울특별시 강남구 도곡동에 위치해 있는 초등학교이다.

## 학교 연혁
- 1979년 9월 30일: 서울대도국민학교 설립인가
- 1979년 10월 10일: 초대 류종호 교장 취임
- 1979년 11월 20일: 교사 준공(교실 45, 관리실 5, 창고 1)
- 1979년 11월 24일: 도곡국민학교에서 아동분리(2619명 41학급)
- 1980년 3월 3일: 57학급 편성
- 1980년 3월 27일: 서울대도초등학교 개교식
- 1981년 2월 14일: 제 1회 졸업식(750명)
- 1982년 2월 20일: 대치국민학교 1183명 분리
- 1982년 7월 20일: 개원국민학교 1054명 분리
- 1984년 2월 23일: 대곡국민학교 2498명 분리
- 1997년 9월 1일: 대도체육관 개관
- 2006년 2월 26일: 신관건물 준공(일반교실 9실, 특별실 3실)
- 2006년 9월 1일: 급식실 증설 및 개보수공사
- 2006년 9월 1일: 민참 컴퓨터실 2실 개관
- 2008년 12월 4일: 학교공원화사업(가로수 숲길) 완성
- 2009년 3월 1일: 대도도서관 개관
- 2010년 6월 20일: 화장실 리모델링
- 2015년 12월 29일: 학교교육과정 우수학교 표창(교육장)
- 2016년 8월 16일: 과학실 리모델링 공사
- 2016년 12월 28일: 청렴활동 우수학교 표창 및 종합감사 최우수학교 표창 및 교육과정 우수학교 표창(교육장, 교육과정 우수학교는 교육감)
- 2017년 5월 1일: 교사 외벽 도장
- 2017년 9월 1일: 제 13대 홍경희 교장 부임
- 2017년 10월 15일: 운동장 스탠드 공사 완공
- 2017년 11월 18일: 양치대 공사 완공
- 2017년 12월 22일: 진로교육 우수학교 표창(교육장)
- 2018년 2월 5일: 신관 증축공사  완공(일반교실 12실, 도서관 5실 규모
- 2018년 2월 12일: 화장실(본관, 동관, 서관)개선공사
- 2018년 3월 1일: 10학급 증설(62학급)
- 2018년 3월 20일: 돌봄 전용교실 전환 리모델링
- 2018년 10월 8일: 글빛 도서관 개관
- 2018년 11월 10일: 에코스쿨 조성
- 2018년 12월 28일: 학생자치활동 우수학교 표창(교육감)
- 2019년 1월 11일: 중앙현관 리모델링
- 2019년 8월 20일: 체육관 지붕 공사, 운동장 배수로 공사
- 2019년 9월 30일: 방송 선로 및 방송장비 개선 사업
- 2019년 12월 30일: 반부패 청렴활동 최우수학교 표창(교육장)
- 2019년 12월 31일: 학교폭력 예방 및 근절 우수학교(교육감)

## 참고 자료
- 서울대도초등학교 - 한국교육학술정보원 학교알리미